# Matt Skiba
Matthew Thomas „Matt” Skiba (ur. 24 lutego 1976 w Chicago) – amerykański muzyk, wokalista i autor tekstów, znany z roli współprowadzącego wokalisty i gitarzysty zespołu Blink-182 oraz założyciela, głównego wokalisty i gitarzysty Alkaline. 

## Życiorys
Matthew Thomas Skiba urodził się w Chicago, w Illinois jako syn Joan, nauczycielki w Woods Creek Elementary School w Crystal Lake, i Thomasa Skiby, chirurga jamy ustnej. Ma dwie młodsze siostry bliźniaczki. Kiedy miał trzy lata, wraz z rodziną przeniósł się na przedmieścia McHenry. Skiba zaczął grać na perkusji w młodym wieku, a jego pierwszym koncertem był Public Image Ltd. W 1996, pracując jako kurier rowerowy, zdecydował się przejść z perkusji na gitarę. Wcześniej grał w takich zespołach jak Blunt, Jerkwater i the Traitors. Ogromny wpływ muzyczny na Skibę wywarł Joey Ramone. 
Skiba studiował projektowanie w Columbia College w Chicago, ale odszedł w 1996, aby założyć Alkaline Trio z perkusistą Glennem Porterem i basistą Robem Doranem. Po tym, jak grupa nagrała demo i singiel „Sundials”, nagrali EPkę For Your Lungs Only (1998), podczas której Doran opuścił grupę. Dan Andriano dołączył i grał na basie na EP. Zespół wydał swój debiutancki album Goddamnit w Asian Man Records w 1998, a następnie wydał „Maybe I’ll Catch Fire” i składankę Alkaline Trio w 2000.
Skiba zaczął występować z Blink-182 w marcu 2015, po drugim odejściu założyciela, gitarzysty, wokalisty Toma DeLonge’a, a później dołączył do zespołu na stałe w lipcu tego samego roku. Jego pierwszy występ jest na siódmym albumie studyjnym zespołu, California, który został wydany 1 lipca 2016. Jego drugi występ miał miejsce na ósmym studyjnym albumie zespołu Nine, który ukazał się 20 września 2019.
Skiba również nagrywał i występował solo oraz ze swoimi projektami pobocznymi Heavens i the Hell. W 2012 wydał album Babylon ze swoim zespołem The Sekrets. Drugi album, Kuts, został wydany 1 czerwca 2015.